# PHANTOM MINDS
《PHANTOM MINDS》是日本聲優、歌手水樹奈奈第21張單曲。在2010年1月13日由King Records MM製作部發售，商品番號KICM-1299。

## 解説
- 水樹首次的兩月連續單曲發行，本作為第一彈。本作是水树在跨入30岁以前最后一张单曲。
- Trickster之后，首张英语标题的单曲。
- 继续同前作梦幻，收录曲全部为商業搭配曲。
- 與前作夢幻、次作Silent Bible同時製作。3张单曲收录了新曲12首，已经接近一张专辑的容量[4]。
- 與前作的發行時間間隔為水樹目前以來最短（77天），但在下張單曲決定發行之後，本紀錄被刷新。
- 2010年1月10日于NHK综合播出的「MUSIC JAPAN 新世紀AniSong SP.2」中，水树本人參演，「PHANTOM MINDS」首次正式披露。
- 1月12日的ORICON單曲榜單日榜為繼深愛後再度獲得日间排名第1位，登榜之后7日内，连续日间排名第1位[5]，至1月25日的Oricon週榜更以初动銷量五萬四千張首次奪冠，成為水樹首張周冠軍單曲，同时这也是首张声优单曲获得Oricon周榜第1位。是自上张专辑ULTIMATE DIAMOND获得专辑周榜第1位之后的第二次[6]。
- 這首也是在第61回NHK紅白歌合戰中，水樹演唱的曲目。

## 收錄曲
1. PHANTOM MINDS（3:43）
作詞：水樹奈奈 作曲：吉木絵里子，編曲：陶山隼
  - 魔法少女奈葉 The MOVIE 1st劇場版片頭曲（OP）
  - 日本电视台「音乐战士 MUSIC FIGHTER」2010年1月份推荐曲
2. Don't be long（4:40）
作詞、作曲、編曲：矢吹俊郎
  - 魔法少女奈葉 The MOVIE 1st劇場版插入曲
3. Song Communication（4:31）
作詞：ゆうまお　作曲、編曲：藤間仁（Elements Garden）
  - 东京电台「水樹奈々のMの世界」片尾曲
4. 十字架のスプレッド（4:14）
作詞、作曲：志倉千代丸 　編曲：菊田大介（Elements Garden）
  - 街機游戏Shining Force片頭曲（OP）

## 演奏参加
全曲
- 主唱：水樹奈奈

「PHANTOM MINDS」
- 弦乐：弦一徹ストリングス
- 吉他：小倉博和
- 其他音源：陶山隼

「Don't be long」
- 键盘、吉他、编曲：矢吹俊郎
- 键盘：大平勉（cherry boys）
- 贝司：坂本龙太（cherry boys）
- 爵士鼓：渡辺豊（cherry boys）
- 和声:ko-saku、SATOMI "DARK" TAKAHASHI

「Song Communication」
- 爵士鼓：佐野康夫
- 贝司：須長和广
- 吉他：
- 鲁格号：川上铁平
- 长笛：庵原良司
- バックグラウンドボーカル：桑谷夏子、望月久代、小林由美子、水樹奈々（Prits）
- 其他音源、编曲：藤間仁（Elements Garden）

「十字架のスプレッド」
- 吉他：今泉洋
- 弦乐：篠崎ストリングス
- 其他音源、编曲：菊田大介（Elements Garden）

## 脚注
1. ↑  みんな変わらないっっ(≧ω≦)/ （页面存档备份，存于），2009年10月31日在水樹奈奈的網誌上提到第21張單曲的錄音。
2. ↑  . 2010-01-14  [2010-01-16]. （原始内容存档于2010-01-15）.
3. ↑  . 2010-01-19  [2010-01-19]. （原始内容存档于2011-11-11）.
4. ↑  东京电台「水樹奈々のMの世界」第26回より。
5. ↑  The Natsu Style. . The Natsu Style. 2010年1月19日  [2010-01-19]. （原始内容存档于2010-01-23）.
6. ↑  オリコン. . The ORICON STYLE. 2010年1月19日  [2010年1月19日]. （原始内容存档于2011年11月11日）.